# 日月光中心 (黄浦区)

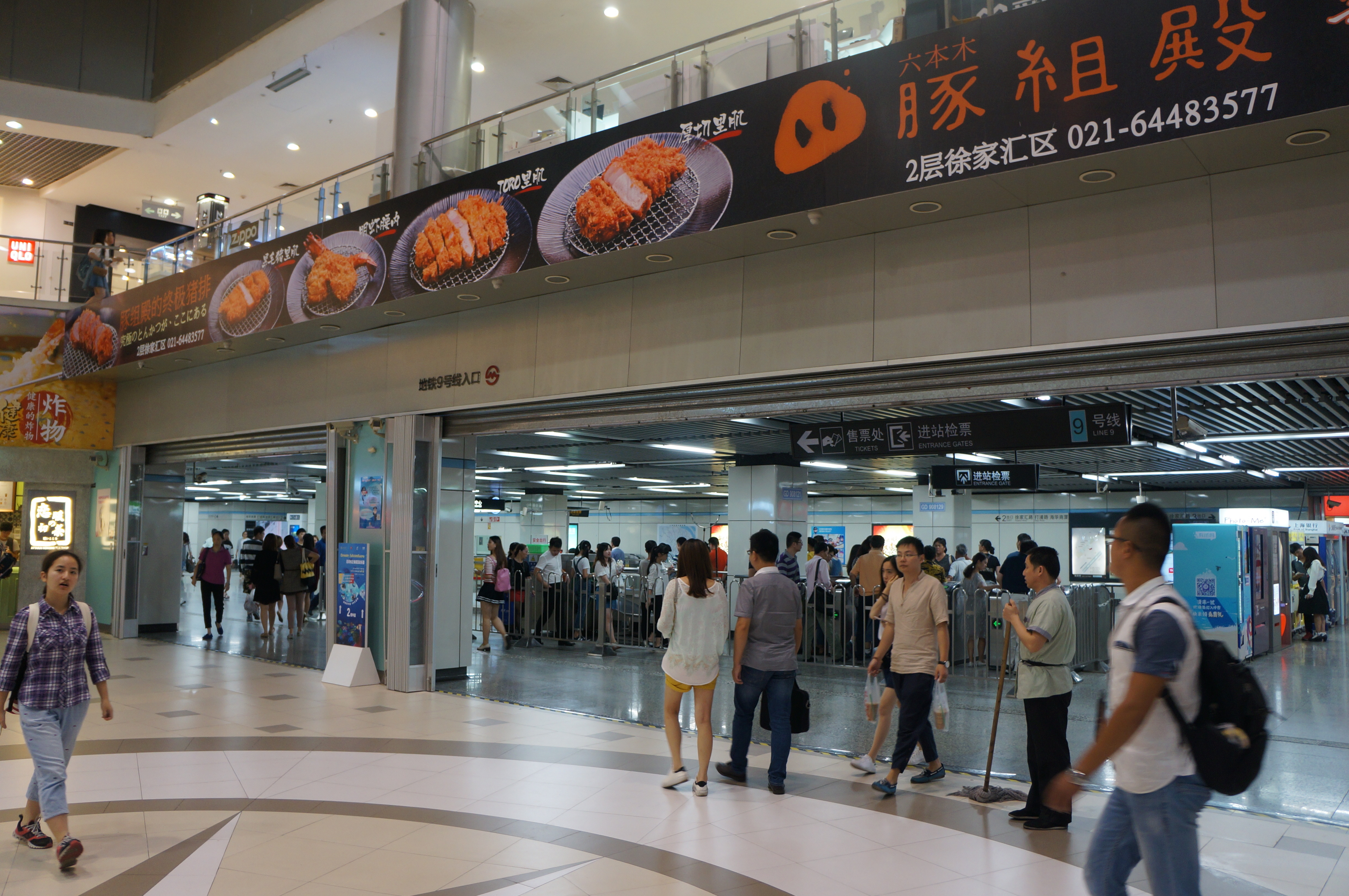
打浦橋站車站大廳連接日月光廣場地下B2層

上海日月光中心是一家位于中華人民共和國上海市黄浦区打浦桥的商場，面积為14万平方米，有地下二层到地上五层共七个楼层，該商場與上海軌道交通9號線打浦橋站共構開發。

## 历史
2003年，日月光集團創始人张虔生、张洪本在中國大陸創辦的房地產開發公司鼎固控股拿下上海市卢湾区第55街坊地块。2010年4月30日，上海日月光中心建成，中國国民党荣誉主席连战出席落成典礼。

## 外部鏈接
- 官方网站